# Alchemilla bolosii
Alchemilla bolosii é uma espécie de rosácea do gênero Alchemilla, pertencente à família Rosaceae.